# 오츠카 미즈에
오츠카 미즈에(일본어: 大塚 みずえ, 1968년 3월 21일 ~ )는 일본의 성우이다. 후쿠오카현 출신.